# 充電

充電是給蓄電池等設備補充電量的過程。其原理是讓直流電從放電相反的方向通過，以使蓄電池中活性物質恢復作用。它有引申義比如學習，工作等。

## 充電方式
向電池充電的方式視電池的種類而定，但基本上依其電學上的方式可分類為三種。

### 恆流充電
以固定電流值之電流為電池充電，而電壓則依充電情況自然變動。

### 恆壓充電
以固定電壓為電池充電，而電流則依充電情況自然變動。

### 脈衝充電
以固定電流或電壓的脈沖為電池充電，而脈沖的上升時間、闊度、頻率與電壓或電流的數值都需要控制，是比較複雜的方式，而改變控制的參數理論上可以為任何電池充電而效率也較高。依據電池特性與充電需求的不同，可能會使用上述中單一種方式或交替使用多種方式。

## 另見
- 充電器